# 마다가스카르흡반발박쥐
마다가스카르흡반발박쥐(Myzopoda aurita)는 흡반발박쥐과에 속하는 박쥐의 일종이다. 마다가스카르섬의 토착종으로 특히 동부 지역 숲에서 서식한다. 중서부 저지대에서 서부흡반발박쥐(Myzopoda schliemanni)를 발견되기 전까지는 흡반발박쥐속의 유일종으로 간주했다. 2000년 IUCN 적색 목록에서 멸종취약종으로 분류되었지만, 현재는 좀더 풍부하게 존재하는 것으로 알려져 있으며 관심대상종으로 분류하고 있다.